# Vintilă M. Mihăilescu
Vintilă M. Mihăilescu (n. 19 aprilie 1890, București – d. 27 mai 1978, București) a fost un antropolog cultural și geograf român, membru titular (din 1974) al Academiei Române.
A fost membru titular al Academiei de Științe din România începând cu 6 iunie 1939.

## Lucrări publicate

### Cărți, lucrări publicate
- Bucureștii din punct de vedere antropogeografic și etnografic, în „Anuarul geografic de antropologie”, 1915;
- Românii și rutenii din nordul țării noastre, în „Junimii Moldovii”, Botoșani, 1919
- Orașul Călărași, 1922;
- Contribuții la studiul așezărilor omenești din Câmpia românească între 1853-1899, 1923;
- Vlăsia și Mostiștea, 1925;
- Marea Neagră. Câteva date noi în confirmarea altora vechi prin recentele explorări oceano-grafice ruse, 1926;
- O nouă ipoteză asupra marilor linii de relief ale globului, 1927;
- Regiunea Techirghiolului, în „Analele dobrogene”, Cernăuți, 1926;
- Asupra reliefurilor periciclice, 1928;
- Modul de grupare al populației în Dobrogea, 1928;
- Diviziunile geografiei umane, 1929
- Depresiunea Botoșani-Hârlău și zona ei de contact cu podișul înalt dinspre Siret, 1928-1929;
- Geografia României, curs litografiat, București, 1931;
- Marile regiuni morfologice ale României, 1931;
- Diviziunile Carpaților Răsăriteni, 1932;
- Platforma someșană, 1934;
- România - geografia fizică, București, 1936;
- Asupra morfologiei Dobrogei, 1936;
- Terasele fluviale, 1937;
- Unitatea pământului și poporului românesc, 1942;
- Piemontul Getic, 1945;
- Masivul Bucegi, 1945;
- Țara Oltului - caracterizare geografică, 1947;
- Privire geografică asupra Deltei Dunării, 1958;
- Viața și opera lui George Vâlsan, București, 1964;
- Atlas geografic, 1965;
- Lecturi geografice, 1974

## Familie
A fost tatăl cardiologului Vintilă V. Mihăilescu, respectiv bunicul sociologului Vintilă Mihăilescu și al matematicianului Preda Mihăilescu.

## Distincții
- Ordinul „Meritul Cultural” în gradul de Cavaler cl. I, pentru școală (23 septembrie 1942)[6]
- Ordinul Muncii clasa a II-a (8 iulie 1960) „pentru merite deosebite în domeniul didactic și științific”[7]
- Ordinul „Meritul Științific” clasa a III-a (26 septembrie 1966) „pentru merite deosebite în activitatea științifică, cu prilejul Centenarului Academiei Republicii Socialiste România”[8]